# Marcello Minale
Marcello Minale (Tripoli, 15 dicembre 1938 – Montauroux, 30 dicembre 2000) è stato un designer italiano.

## Biografia
Dopo aver studiato arte e architettura in Italia, si trasferisce in Finlandia dove partecipa alla cosiddetta "età d'oro" del design scandinavo.
Agli inizi degli anni sessanta è in Inghilterra. Presso la Young & Rubicam di Londra, dove è impiegato, conosce Brian Tattersfield, insieme al quale fonderà nel 1964 la Minale, Tattersfield & Partners, che diventerà una delle più affermate agenzie di design e pubblicità britanniche.

## Opere principali
- Design. Ora tutti insieme. An «update» on Minale Tattersfield Design Strategy, Milano, Hoepli, 1998
- Creatore di immagini. Come progettare corporate identity di successo. Tutti i progetti della Minale Tattersfield, Milano, Hoepli, 1995
- How to design a successful petrol station, Milano, Hoepli, 2000
- Il leader del packaging: come creare packaging di successo: tutta la progettazione del packaging della Minale Tattersfield, Milano, Hoepli, 1993
- The black pencil, London, Dobson, 1968
- Dall'ancora alla zebra: come aver successo nel mondo del design, Milano, Lupetti & Co., 1991